# Arkadiusz Okroj

Wappen von Arkadiusz Okroj als Weihbischof

Arkadiusz Okroj (* 27. Mai 1967 in Kartuzy, Polen) ist ein polnischer Geistlicher und römisch-katholischer Bischof von Thorn.

## Leben
Arkadiusz Okroj studierte Philosophie und Katholische Theologie am Priesterseminar in Pelplin. Er empfing am 6. Juni 1992 durch den Bischof von Pelplin, Jan Szlaga, das Sakrament der Priesterweihe.
Anschließend war Okroj als Pfarrvikar in Drzycim und Wygoda tätig. 1997 setzte er seine Studien an der Katholischen Universität Lublin fort, wo er 2002 im Fach Spiritualität promoviert wurde. Von 2000 bis 2010 war Arkadiusz Okroj Spiritual am Priesterseminar in Pelplin, bevor er Pfarrer in Kiełpino wurde. Papst Benedikt XVI. verlieh ihm 2009 den Titel Ehrenkaplan Seiner Heiligkeit. 2010 wurde er zudem Direktor der Unterkommission der Polnischen Bischofskonferenz für private Formen Geweihten Lebens und 2017 Leiter der Priesterfortbildung des Bistums Pelplin.
Am 12. Februar 2019 ernannte ihn Papst Franziskus zum Titularbischof von Cufruta und zum Weihbischof in Pelplin. Der Bischof von Pelplin, Ryszard Kasyna, spendete ihm am 2. März desselben Jahres die Priesterweihe; Mitkonsekratoren waren der Apostolischen Nuntius in Polen, Erzbischof Salvatore Pennacchio, und der Bischof von Thorn, Wiesław Śmigiel.
Am 5. April 2025 ernannte ihn Papst Franziskus zum Bischof von Thorn. Die Amtseinführung fand am 4. Juni desselben Jahres statt.